# Jeleninskoje
Jeleninskoje (Еленинское) of Jeleninka (Еленинка) is een dorpje aan de zuidpunt van de Oeral, in het district Kartalinski van de Russische oblast Tsjeljabinsk. Bij de volkstelling van 2010 waren er bijna 1000 inwoners. 
De omgeving van het dorp is een steppegebied maar direct aan de noordoostkant ligt het naaldbos Dzjabik-Karagai. Langs de oost- en zuidzijde stroomt de beek Zingejka, die bij de zuidkant van het dorp een meertje vormt.
Ten noorden ligt de spoorlijn van Magnitogorsk naar Kartali, met een station in Dzjabik op 9 km van Jeleninskoje.
Dit dorp is de geboorteplaats van Vasili Zajtsev, een bekende scherpschutter uit de Tweede Wereldoorlog.